# 東圖瓦高地
東圖瓦高地是俄羅斯的高地，位於圖瓦共和國東部，山體主要由沉積火山岩和花崗岩組成，海拔高度1,500至1,060米，最高點海拔高度2,895米，該高地由落葉松覆蓋。